# Llista de monuments de la Vall d'Albaida
Llista de monuments de la Vall d'Albaida inscrits en l'Inventari General del Patrimoni Cultural Valencià per la comarca de la Vall d'Albaida.
S'inclouen els monuments declarats com a Béns d'Interés Cultural (BIC), classificats com a béns immobles sota la categoria de monuments (realitzacions arquitectòniques o d'enginyeria, i obres d'escultura colossal), i els monuments declarats com a Béns immobles de rellevància local (BRL). Estan inscrits en l'Inventari General del Patrimoni Cultural Valencià, en les seccions 1a i 2a respectivament.

## Agullent
| Monument                                                            | Prot.? | Estil/època                     | Localització                | Coordenades                                          | Codi?         | Imatge |
| ------------------------------------------------------------------- | ------ | ------------------------------- | --------------------------- | ---------------------------------------------------- | ------------- | --- |
| Convent del Sagrat Cor de Jesús, de Sant Jacint o de les Caputxines | BRL    | S.XVI                           | Agullent C. Joaquín Pons    | 38° 49′ 19″ N, 0° 32′ 56″ O / 38.8219°N,0.5489°O     | 46.24.004-004 | Convent del Sagrat Cor de Jesús (Agullent) · Vegeu més fotos d'aquest monument · Carregueu una nova foto d'aquest monument      |
| Ermita nova de Sant Vicent Ferrer                                   | BRL    | S.XVIII                         | Agullent Camí del Calvari   | 38° 49′ 04″ N, 0° 33′ 04″ O / 38.817878°N,0.550975°O | 46.24.004-005 | Ermita nova de Sant Vicent Ferrer (Agullent) · Vegeu més fotos d'aquest monument · Carregueu una nova foto d'aquest monument    |
| Ermita vella de Sant Vicent Ferrer                                  | BRL    | S.XV                            | Agullent Pujada del Calvari | 38° 49′ 09″ N, 0° 32′ 59″ O / 38.819112°N,0.549731°O | 46.24.004-008 | Ermita vella de Sant Vicent Ferrer (Agullent) · Vegeu més fotos d'aquest monument · Carregueu una nova foto d'aquest monument   |
| Església parroquial de Sant Bartomeu                                | BRL    | S.XVII; S.XVIII capella Comunió | Agullent C. de l'Església   | 38° 49′ 26″ N, 0° 32′ 50″ O / 38.823933°N,0.547088°O | 46.24.004-003 | Església parroquial de Sant Bartomeu (Agullent) · Vegeu més fotos d'aquest monument · Carregueu una nova foto d'aquest monument |

## Aielo de Malferit
| Monument                                  | Prot.? | Estil/època                                          | Localització                       | Coordenades                                          | Codi?         | Imatge |
| ----------------------------------------- | ------ | ---------------------------------------------------- | ---------------------------------- | ---------------------------------------------------- | ------------- | --- |
| Palau Castell d'Aielo de Malferit         | BIC    | Arquitectura medieval - Neoclassicisme S.XV; S.XVIII | Aielo de Malferit Pl. Palau, 12    | 38° 52′ 36″ N, 0° 35′ 32″ O / 38.876708°N,0.592114°O | RI-51-0010578 | Palau Castell d'Aielo de Malferit · Vegeu més fotos d'aquest monument · Carregueu una nova foto d'aquest monument |
| Ermita de Sant Joaquim, o de Sant Engraci | BRL    |                                                      | Aielo de Malferit En el Calvari    |                                                      | 46.24.042-002 | Carregueu una nova foto d'aquest monument                                                                         |
| Església parroquial de Sant Pere          | BRL    | S.XVIII (1732) data inscrita en la portada           | Aielo de Malferit C. de l'Església | 38° 52′ 37″ N, 0° 35′ 28″ O / 38.876956°N,0.591012°O | 46.24.042-005 | Carregueu una nova foto d'aquest monument                                                                         |

## Aielo de Rugat
| Monument                           | Prot.? | Estil/època           | Localització                                 | Coordenades                                          | Codi?         | Imatge |
| ---------------------------------- | ------ | --------------------- | -------------------------------------------- | ---------------------------------------------------- | ------------- | --- |
| Castell de Rugat                   | BIC    | Arquitectura medieval | Aielo de Rugat Turó al costat de la població | 38° 52′ 26″ N, 0° 23′ 16″ O / 38.873965°N,0.387679°O | RI-51-0010808 | Castell de Rugat (Aielo de Rugat) · Vegeu més fotos d'aquest monument · Carregueu una nova foto d'aquest monument                   |
| Església parroquial de l'Assumpció | BRL    | S.XVIII               | Aielo de Rugat C. de l'Església, 3           | 38° 52′ 55″ N, 0° 20′ 37″ O / 38.881878°N,0.343709°O | 46.24.043-002 | Església parroquial de l'Assumpció (Aielo de Rugat) · Vegeu més fotos d'aquest monument · Carregueu una nova foto d'aquest monument |

## Albaida
| Monument                                              | Prot.?        | Estil/època                                                                      | Localització                                          | Coordenades                                          | Codi?         | Imatge |
| ----------------------------------------------------- | ------------- | -------------------------------------------------------------------------------- | ----------------------------------------------------- | ---------------------------------------------------- | ------------- | --- |
| Palau Castell dels Milà i Aragó                       | BIC           | Barroc S.XV; S.XVI; S.XVII                                                       | Albaida Pl. Major                                     | 38° 50′ 31″ N, 0° 31′ 09″ O / 38.841933°N,0.519172°O | RI-51-0010645 | Castell - Palau dels Milà i Aragó (Albaida) · Vegeu més fotos d'aquest monument · Carregueu una nova foto d'aquest monument    |
| Creu de terme de les Eres                             | BIC           | S.XVII                                                                           | Albaida En un parterre en l'entrada del poble pel sud | 38° 50′ 15″ N, 0° 31′ 08″ O / 38.837392°N,0.518875°O | 46.24.006-004 | Carregueu una nova foto d'aquest monument                                                                                      |
| Muralles d'Albaida                                    | BIC           |                                                                                  | Albaida En el centre del poble                        | 38° 50′ 32″ N, 0° 31′ 13″ O / 38.8422°N,0.5203°O     | 46.24.006-011 | Muralles d'Albaida · Vegeu més fotos d'aquest monument · Carregueu una nova foto d'aquest monument                             |
| Església parroquial de l'Assumpció                    | BRL           | S.XVII (1621); S.XIX (ca 1814-1815) capella Comunió; S.XVIII-XIX campanar (1857) | Albaida Pl. Pintor Segrelles, 14                      | 38° 50′ 32″ N, 0° 31′ 11″ O / 38.842091°N,0.519697°O | 46.24.006-008 | Església parroquial de l'Assumpció (Albaida) · Vegeu més fotos d'aquest monument · Carregueu una nova foto d'aquest monument   |
| Església del convent de la Puríssima o dels Caputxins | BRL           | S.XVI (1598)                                                                     | Albaida Pl. del Convent                               | 38° 50′ 19″ N, 0° 31′ 06″ O / 38.838538°N,0.518404°O | 46.24.006-009 | Església del convent de la Puríssima (Albaida) · Vegeu més fotos d'aquest monument · Carregueu una nova foto d'aquest monument |
| Ermita convent de Santa Anna                          | BRL           |                                                                                  | Albaida A uns 2 km en direcció al Port d'Albaida      | 38° 49′ 21″ N, 0° 30′ 31″ O / 38.8225°N,0.5086°O     | 46.24.006-010 | Ermita convent de Santa Anna (Albaida) · Modifica el valor a Wikidata · Carregueu una nova foto d'aquest monument              |
| Ermita del Roser                                      | BRL           | S.XVI; S.XIX                                                                     | Albaida Aljorf                                        | 38° 50′ 45″ N, 0° 31′ 13″ O / 38.845944°N,0.520383°O | 46.24.006-012 | Ermita del Roser (Albaida) · Vegeu més fotos d'aquest monument · Carregueu una nova foto d'aquest monument                     |
| Ermita de Sant Miquel Arcàngel                        | BRL           |                                                                                  | Albaida C. Sant Miquel                                | 38° 50′ 36″ N, 0° 31′ 11″ O / 38.84332°N,0.519689°O  | 46.24.006-013 | Ermita de Sant Miquel Arcàngel (Albaida) · Vegeu més fotos d'aquest monument · Carregueu una nova foto d'aquest monument       |
| Ermita de la Verge de Gràcia                          | BRL           | Neoclassicisme S.XIX (1892)                                                      | Albaida C. Verge de Gràcia, 18                        | 38° 50′ 27″ N, 0° 31′ 09″ O / 38.84074°N,0.519244°O  | 46.24.006-014 | Ermita de la Verge de Gràcia (Albaida) · Carregueu una nova foto d'aquest monument                                             |
| Ermita de Sant Josep                                  | BRL           |                                                                                  | Albaida C. de Sant Felip Neri, 19                     | 38° 50′ 15″ N, 0° 31′ 00″ O / 38.837474°N,0.516593°O | 46.24.006-015 | Carregueu una nova foto d'aquest monument                                                                                      |
| Ermita de Sant Antoni Abat                            | BRL           | S.XX                                                                             | Albaida C. Arqueòleg Ballester                        | 38° 50′ 16″ N, 0° 30′ 57″ O / 38.837717°N,0.515918°O | 46.24.006-016 | Ermita de Sant Antoni Abat (Albaida) · Vegeu més fotos d'aquest monument · Carregueu una nova foto d'aquest monument           |
| Molí de la Creu, del Cup o del Roser                  | BRL etnològic |                                                                                  | Albaida                                               | 38° 50′ 44″ N, 0° 31′ 11″ O / 38.84554°N,0.51969°O   | 46.24.006-020 | Carregueu una nova foto d'aquest monument                                                                                      |
| Església parroquial de la Nativitat                   | BRL           | S.XVII                                                                           | Albaida C. Església                                   | 38° 50′ 48″ N, 0° 31′ 18″ O / 38.846767°N,0.521599°O | 46.24.006-021 | Església parroquial de la Nativitat (Albaida) · Vegeu més fotos d'aquest monument · Carregueu una nova foto d'aquest monument  |
| Castell Vell d'Albaida                                | BIC           |                                                                                  | Albaida Mont Real                                     | 38° 49′ 20″ N, 0° 30′ 58″ O / 38.8222°N,0.5161°O     | 46.24.006-022 | Castell Vell d'Albaida · Vegeu més fotos d'aquest monument · Carregueu una nova foto d'aquest monument                         |

## Alfarrasí
| Monument                           | Prot.? | Estil/època                                | Localització                 | Coordenades                                          | Codi?         | Imatge |
| ---------------------------------- | ------ | ------------------------------------------ | ---------------------------- | ---------------------------------------------------- | ------------- | --- |
| Ermita del Crist de l'Agonia       | BRL    | S.XIX (1880)                               | Alfarrasí Pujada de l'Ermita | 38° 54′ 06″ N, 0° 29′ 57″ O / 38.9017°N,0.4992°O     | 46.24.027-001 | Ermita del Crist de l'Agonia (Alfarrasí) · Vegeu més fotos d'aquest monument · Carregueu una nova foto d'aquest monument       |
| Església parroquial de Sant Jeroni | BRL    | S.XVIII (segona meitat); S.XIX-XX campanar | Alfarrasí C. Doctor Borràs   | 38° 54′ 13″ N, 0° 29′ 49″ O / 38.903652°N,0.496823°O | 46.24.027-003 | Església parroquial de Sant Jeroni (Alfarrasí) · Vegeu més fotos d'aquest monument · Carregueu una nova foto d'aquest monument |

## Atzeneta d'Albaida
| Monument                                              | Prot.? | Estil/època    | Localització                          | Coordenades                                          | Codi?         | Imatge |
| ----------------------------------------------------- | ------ | -------------- | ------------------------------------- | ---------------------------------------------------- | ------------- | --- |
| Conjunt Calvari i Ermita del Santíssim Crist de la Fe | BRL    | S.XVIII-XIX    | Atzeneta d'Albaida Pujada del Calvari | 38° 49′ 54″ N, 0° 29′ 57″ O / 38.831798°N,0.499283°O | 46.24.003-001 | Calvari i Ermita del Santíssim Crist de la Fe (Atzeneta d'Albaida) · Vegeu més fotos d'aquest monument · Carregueu una nova foto d'aquest monument |
| Església parroquial de Sant Joan Baptista             | BRL    | S.XVIII (1728) | Atzeneta d'Albaida C. Sant Antoni, 3  | 38° 50′ 11″ N, 0° 29′ 48″ O / 38.836269°N,0.496579°O | 46.24.003-002 | Església parroquial de Sant Joan Baptista (Atzeneta d'Albaida) · Vegeu més fotos d'aquest monument · Carregueu una nova foto d'aquest monument     |

## Bèlgida
| Monument                                   | Prot.?        | Estil/època                                      | Localització                                  | Coordenades                                          | Codi?         | Imatge |
| ------------------------------------------ | ------------- | ------------------------------------------------ | --------------------------------------------- | ---------------------------------------------------- | ------------- | --- |
| Torre del Castell Palau dels Bellvís       | BIC           | Arquitectura medieval                            | Bèlgida Al centre de la població              | 38° 51′ 32″ N, 0° 28′ 29″ O / 38.858823°N,0.474719°O | RI-51-0010941 | Torre del Castell Palau dels Bellvís (Bèlgida) · Vegeu més fotos d'aquest monument · Carregueu una nova foto d'aquest monument       |
| Ermita de Sant Antoni Abat                 | BRL           |                                                  | Bèlgida Camí a Montaverner - camí a Benigànim | 38° 51′ 51″ N, 0° 28′ 34″ O / 38.86417°N,0.47608°O   | 46.24.047-002 | Ermita de Sant Antoni Abat (Bèlgida) · Vegeu més fotos d'aquest monument · Carregueu una nova foto d'aquest monument                 |
| Església parroquial de Sant Llorenç Màrtir | BRL etnològic | S.XIV (1334); S.XVI; S.XVII; S.XVIII (1777-1797) | Bèlgida Pl. de l'Església, 1                  | 38° 51′ 33″ N, 0° 28′ 32″ O / 38.85917°N,0.47544°O   | 46.24.047-003 | Església parroquial de Sant Llorenç Màrtir (Bèlgida) · Vegeu més fotos d'aquest monument · Carregueu una nova foto d'aquest monument |
| Nucli històric tradicional                 | BRL           |                                                  | Bèlgida                                       | 38° 51′ 34″ N, 0° 28′ 29″ O / 38.85944°N,0.47472°O   | 46.24.047-005 | Nucli històric tradicional (Bèlgida) · Carregueu una nova foto d'aquest monument                                                     |

## Bellús
| Monument                                                           | Prot.? | Estil/època                              | Localització                       | Coordenades                                          | Codi?         | Imatge |
| ------------------------------------------------------------------ | ------ | ---------------------------------------- | ---------------------------------- | ---------------------------------------------------- | ------------- | --- |
| Canal de Bellús a Xàtiva, o Aqüeducte de Bellús, Arcadetes d'Alboi | BIC    | S.XII o XIII; S.XV; S.XX (modificacions) | Bellús (també el Genovés i Xàtiva) | 38° 58′ 30″ N, 0° 29′ 28″ O / 38.975127°N,0.491196°O | RI-51-0011170 | Carregueu una nova foto d'aquest monument                                                                                  |
| Ermita del Crist de la Bona Mort                                   | BRL    |                                          | Bellús C. Ermita                   | 38° 56′ 46″ N, 0° 29′ 03″ O / 38.946199°N,0.484158°O | 46.24.049-003 | Ermita del Crist de la Bona Mort (Bellús) · Vegeu més fotos d'aquest monument · Carregueu una nova foto d'aquest monument  |
| Església parroquial de Santa Anna                                  | BRL    | S.XVIII                                  | Bellús C. Major, 1                 | 38° 56′ 45″ N, 0° 29′ 09″ O / 38.945968°N,0.485936°O | 46.24.049-001 | Església parroquial de Santa Anna (Bellús) · Vegeu més fotos d'aquest monument · Carregueu una nova foto d'aquest monument |
| Palau de Bellús, o Palau dels Bellvís, Torre Palau del Moro        | BRL    | S.XII; S.XV                              | Bellús Pl. de l'Església, 7        | 38° 56′ 45″ N, 0° 29′ 08″ O / 38.94594°N,0.48569°O   | 46.24.049-002 | Palau de Bellús (Bellús) · Vegeu més fotos d'aquest monument · Carregueu una nova foto d'aquest monument                   |

## Beniatjar
| Monument                                             | Prot.? | Estil/època | Localització               | Coordenades                                          | Codi?         | Imatge |
| ---------------------------------------------------- | ------ | ----------- | -------------------------- | ---------------------------------------------------- | ------------- | --- |
| Ruïnes del castell de la Carbonera                   | BIC    |             | Beniatjar Turó del castell | 38° 50′ 10″ N, 0° 26′ 03″ O / 38.835998°N,0.434175°O | 46.24.056-002 | Ruïnes del castell de la Carbonera (Beniatjar) · Vegeu més fotos d'aquest monument · Carregueu una nova foto d'aquest monument  |
| Església parroquial de l'Encarnació o de Santa Maria | BRL    | S.XVII      | Beniatjar C. Major, 12     | 38° 50′ 50″ N, 0° 25′ 01″ O / 38.847258°N,0.416843°O | 46.24.056-001 | Església parroquial de l'Encarnació (Beniatjar) · Vegeu més fotos d'aquest monument · Carregueu una nova foto d'aquest monument |

## Benicolet
| Monument                                  | Prot.? | Estil/època          | Localització           | Coordenades                                        | Codi?         | Imatge |
| ----------------------------------------- | ------ | -------------------- | ---------------------- | -------------------------------------------------- | ------------- | --- |
| Església parroquial de Sant Joan Baptista | BRL    | S.XVI (1530); S.XVII | Benicolet C. Bailén, 4 | 38° 55′ 09″ N, 0° 20′ 45″ O / 38.91921°N,0.34589°O | 46.24.057-001 | Església parroquial de Sant Joan Baptista (Benicolet) · Vegeu més fotos d'aquest monument · Carregueu una nova foto d'aquest monument |

## Benigànim
| Monument                                                          | Prot.? | Estil/època                                         | Localització                 | Coordenades                                          | Codi?         | Imatge |
| ----------------------------------------------------------------- | ------ | --------------------------------------------------- | ---------------------------- | ---------------------------------------------------- | ------------- | --- |
| Església de Sant Miquel Arcàngel de Benigànim                     | BIC    | Manierisme S.XII o XIII; S.XV; S.XX (modificacions) | Benigànim C. Església, 6     | 38° 56′ 38″ N, 0° 26′ 38″ O / 38.943899°N,0.444024°O | RI-51-0012152 | Església de Sant Miquel Arcàngel de Benigànim · Vegeu més fotos d'aquest monument · Carregueu una nova foto d'aquest monument            |
| Asil de la Caritat                                                | BRL    |                                                     | Benigànim C. Sant Miquel, 36 | 38° 56′ 30″ N, 0° 26′ 33″ O / 38.94167°N,0.44258°O   | 46.24.062-018 | Carregueu una nova foto d'aquest monument                                                                                                |
| Calvari                                                           | BRL    |                                                     | Benigànim                    | 38° 57′ 01″ N, 0° 26′ 44″ O / 38.95028°N,0.44569°O   | 46.24.062-017 | Carregueu una nova foto d'aquest monument                                                                                                |
| Capella de la Beata Agnès                                         | BRL    |                                                     | Benigànim C. Sant Miquel, 10 | 38° 56′ 30″ N, 0° 26′ 38″ O / 38.941541°N,0.443779°O | 46.24.062-016 | Capella de la Beata Agnès (Benigànim) · Vegeu més fotos d'aquest monument · Carregueu una nova foto d'aquest monument                    |
| Capella de la Mare de Déu dels Desemparats                        | BRL    |                                                     | Benigànim Pl. Morera, 6      | 38° 56′ 32″ N, 0° 26′ 35″ O / 38.942235°N,0.443075°O | 46.24.062-015 | Capella de la Mare de Déu dels Desemparats (Benigànim) · Vegeu més fotos d'aquest monument · Carregueu una nova foto d'aquest monument   |
| Capella Verge de les Neus                                         | BRL    |                                                     | Benigànim Pl. Mateus, 2      | 38° 56′ 34″ N, 0° 26′ 45″ O / 38.94271°N,0.44592°O   | 46.24.062-014 | Carregueu una nova foto d'aquest monument                                                                                                |
| Casa Ajuntament                                                   | BRL    |                                                     | Benigànim Pl. Major, 3       | 38° 56′ 37″ N, 0° 26′ 39″ O / 38.94364°N,0.44403°O   | 46.24.062-004 | Casa Ajuntament (Benigànim) · Vegeu més fotos d'aquest monument · Carregueu una nova foto d'aquest monument                              |
| Casa de la Cultura, Mansió dels Tudela                            | BRL    |                                                     | Benigànim C. Moncada, 14-16  | 38° 56′ 35″ N, 0° 26′ 42″ O / 38.94309°N,0.44509°O   | 46.24.062-005 | Carregueu una nova foto d'aquest monument                                                                                                |
| Ermita de la Mare de Déu de Gràcia                                | BRL    |                                                     | Benigànim                    | 38° 57′ 06″ N, 0° 26′ 33″ O / 38.951575°N,0.442616°O | 46.24.062-013 | Ermita de la Mare de Déu de Gràcia (Benigànim) · Vegeu més fotos d'aquest monument · Carregueu una nova foto d'aquest monument           |
| Ermita de Sant Antoni Abat                                        | BRL    |                                                     | Benigànim                    | 38° 57′ 07″ N, 0° 26′ 42″ O / 38.952027°N,0.444967°O | 46.24.062-012 | Ermita de Sant Antoni Abat (Benigànim) · Vegeu més fotos d'aquest monument · Carregueu una nova foto d'aquest monument                   |
| Ermita de Sant Dídac                                              | BRL    |                                                     | Benigànim                    |                                                      | 46.24.062-003 | Carregueu una nova foto d'aquest monument                                                                                                |
| Antic convent de Franciscans, o Monestir de la Trinitat           | BRL    | S.XVI                                               | Benigànim Pujada al Calvari  | 38° 57′ 03″ N, 0° 26′ 43″ O / 38.95083°N,0.44528°O   | 46.24.062-007 | Carregueu una nova foto d'aquest monument                                                                                                |
| Església de la Mare de Déu dels Desemparats                       | BRL    |                                                     | Benigànim C. Torres, 4       | 38° 56′ 43″ N, 0° 26′ 40″ O / 38.945157°N,0.444550°O | 46.24.062-008 | Església de la Mare de Déu dels Desemparats (Benigànim) · Vegeu més fotos d'aquest monument · Carregueu una nova foto d'aquest monument  |
| Església de l'Hospital del Crist de la Sang                       | BRL    |                                                     | Benigànim Pl. de la Morera   | 38° 56′ 32″ N, 0° 26′ 35″ O / 38.94224°N,0.443°O     | 46.24.062-002 | Carregueu una nova foto d'aquest monument                                                                                                |
| Monestir de la Puríssima i de la Beata Agnès, o Convent Agustines | BRL    |                                                     | Benigànim C. Valencia, 4     | 38° 56′ 42″ N, 0° 26′ 38″ O / 38.944999°N,0.443887°O | 46.24.062-006 | Monestir de la Puríssima i de la Beata Agnès (Benigànim) · Vegeu més fotos d'aquest monument · Carregueu una nova foto d'aquest monument |

## Benissoda
| Monument                            | Prot.? | Estil/època                                          | Localització                | Coordenades                                          | Codi?         | Imatge |
| ----------------------------------- | ------ | ---------------------------------------------------- | --------------------------- | ---------------------------------------------------- | ------------- | --- |
| Església parroquial de la Nativitat | BRL    | S.XVII (1610); S.XVIII (1754) decoració; S.XIX torre | Benissoda Pl. de l'Església | 38° 49′ 54″ N, 0° 31′ 48″ O / 38.831637°N,0.529983°O | 46.24.068-001 | Església parroquial de la Nativitat (Benissoda) · Vegeu més fotos d'aquest monument · Carregueu una nova foto d'aquest monument |

## Benissuera
| Monument                          | Prot.? | Estil/època           | Localització                    | Coordenades                                          | Codi?         | Imatge |
| --------------------------------- | ------ | --------------------- | ------------------------------- | ---------------------------------------------------- | ------------- | --- |
| Castell Palau dels Bellvís        | BIC    | Arquitectura medieval | Benissuera Pl. Major, 9         | 38° 54′ 45″ N, 0° 28′ 39″ O / 38.912565°N,0.477463°O | RI-51-0010940 | Castell Palau dels Bellvís (Benissuera) · Vegeu més fotos d'aquest monument · Carregueu una nova foto d'aquest monument        |
| Església parroquial de Sant Josep | BRL    | S.XVIII o S.XIX       | Benissuera Pl. de l'Església, 8 | 38° 54′ 47″ N, 0° 28′ 36″ O / 38.91299°N,0.47653°O   | 46.24.069-002 | Església parroquial de Sant Josep (Benissuera) · Vegeu més fotos d'aquest monument · Carregueu una nova foto d'aquest monument |

## Bocairent
| Monument                                                                                         | Prot.?        | Estil/època                                                                 | Localització                                                                | Coordenades                                          | Codi?         | Imatge |
| ------------------------------------------------------------------------------------------------ | ------------- | --------------------------------------------------------------------------- | --------------------------------------------------------------------------- | ---------------------------------------------------- | ------------- | --- |
| Covetes dels Moros                                                                               | BIC           | S.XVII, (1663-1670) capella Comunió                                         | Bocairent Barranc de la Fos                                                 | 38° 46′ 11″ N, 0° 36′ 26″ O / 38.769708°N,0.607301°O | RI-51-0000973 | Covetes dels Moros (Bocairent) · Vegeu més fotos d'aquest monument · Carregueu una nova foto d'aquest monument                        |
| Nucli antic de la Vila, barri medieval de Bocairent                                              | BIC           |                                                                             | Bocairent Pl. Sant Vicent, c. Abadia, c. Major, c. de les Voltes i voltants | 38° 46′ 04″ N, 0° 36′ 31″ O / 38.767765°N,0.608733°O | RI-53-0000189 | Nucli antic de la Vila (Bocairent) · Vegeu més fotos d'aquest monument · Carregueu una nova foto d'aquest monument                    |
| Torre de Mariola                                                                                 | BIC           | S.XVI                                                                       | Bocairent Alt de Mariola                                                    | 38° 44′ 56″ N, 0° 32′ 11″ O / 38.748823°N,0.536361°O | 46.24.072-022 | Carregueu una nova foto d'aquest monument                                                                                             |
| Calvari i ermita del Santíssim Crist                                                             | BRL etnològic | S.XVI (1536-1637); S.XVII-XVIII                                             | Bocairent Turó del Santíssim Crist                                          | 38° 46′ 22″ N, 0° 36′ 46″ O / 38.772811°N,0.612867°O | 46.24.072-002 | Calvari i ermita del Santíssim Crist (Bocairent) · Vegeu més fotos d'aquest monument · Carregueu una nova foto d'aquest monument      |
| Església parroquial de l'Assumpció                                                               | BRL           | S.XVII (1665) capella Comunió; S.XVIII (1776) torre; S.XIX (1860) capçalera | Bocairent C. Abadia, 38                                                     | 38° 46′ 03″ N, 0° 36′ 34″ O / 38.767611°N,0.609532°O | 46.24.072-006 | Església parroquial de l'Assumpció (Bocairent) · Vegeu més fotos d'aquest monument · Carregueu una nova foto d'aquest monument        |
| Ermita de Sant Antoni de Pàdua                                                                   | BRL           |                                                                             | Bocairent Ctra. CV-81 entre Bocairent i Banyeres                            | 38° 44′ 17″ N, 0° 39′ 11″ O / 38.73796°N,0.65310°O   | 46.24.072-007 | Ermita de Sant Antoni de Pàdua (Bocairent) · Vegeu més fotos d'aquest monument · Carregueu una nova foto d'aquest monument            |
| Ermita de la Mare de Déu dels Desemparats                                                        | BRL           | Anterior S.XVII; S.XX                                                       | Bocairent C. Aljibe, 16                                                     | 38° 46′ 01″ N, 0° 36′ 34″ O / 38.766849°N,0.609472°O | 46.24.072-009 | Ermita de la Mare de Déu dels Desemparats (Bocairent) · Vegeu més fotos d'aquest monument · Carregueu una nova foto d'aquest monument |
| Ermita de la Mare de Déu d'Agost                                                                 | BRL           | S.XVIII                                                                     | Bocairent C. Verge d'Agost, 26                                              | 38° 46′ 06″ N, 0° 36′ 28″ O / 38.76831°N,0.60791°O   | 46.24.072-010 | Carregueu una nova foto d'aquest monument                                                                                             |
| Ermita de Sant Joan Baptista                                                                     | BRL           | Anterior al S.XVII                                                          | Bocairent C. Sant Joan, 32                                                  | 38° 46′ 03″ N, 0° 36′ 27″ O / 38.767473°N,0.607408°O | 46.24.072-011 | Ermita de Sant Joan Baptista (Bocairent) · Vegeu més fotos d'aquest monument · Carregueu una nova foto d'aquest monument              |
| Ermita de Sant Jaume el Major                                                                    | BRL           |                                                                             | Bocairent Turó de Sant Jaume                                                | 38° 45′ 22″ N, 0° 36′ 08″ O / 38.75603°N,0.60217°O   | 46.24.072-012 | Carregueu una nova foto d'aquest monument                                                                                             |
| Monestir de la Mare de Déu dels Dolors i els Sants Reis, o església del convent de les Agustines | BRL           |                                                                             | Bocairent C. Juan de Juanes, 4                                              | 38° 46′ 01″ N, 0° 36′ 42″ O / 38.76694°N,0.61167°O   | 46.24.072-014 | Carregueu una nova foto d'aquest monument                                                                                             |
| Ermita de Sant Antoni Abat                                                                       | BRL           |                                                                             | Bocairent Masia els Corrals                                                 | 38° 46′ 15″ N, 0° 35′ 56″ O / 38.77097°N,0.59893°O   | 46.24.072-019 | Carregueu una nova foto d'aquest monument                                                                                             |
| Ermita de Santa Bàrbara                                                                          | BRL           |                                                                             | Bocairent                                                                   | 38° 44′ 56″ N, 0° 35′ 29″ O / 38.74875°N,0.59125°O   | 46.24.072-023 | Carregueu una nova foto d'aquest monument                                                                                             |

## Bufali
| Monument                                        | Prot.? | Estil/època                       | Localització                 | Coordenades                                          | Codi?         | Imatge |
| ----------------------------------------------- | ------ | --------------------------------- | ---------------------------- | ---------------------------------------------------- | ------------- | --- |
| Església parroquial de la Mare de Déu de Loreto | BRL    | S.XIX (1885-1887) església actual | Bufali Pl. de l'Església, 16 | 38° 52′ 06″ N, 0° 30′ 58″ O / 38.868276°N,0.516028°O | 46.24.075-001 | Església parroquial de la Mare de Déu de Loreto (Bufali) · Vegeu més fotos d'aquest monument · Carregueu una nova foto d'aquest monument |

## Carrícola
| Monument                                    | Prot.? | Estil/època                | Localització                | Coordenades                                        | Codi?         | Imatge |
| ------------------------------------------- | ------ | -------------------------- | --------------------------- | -------------------------------------------------- | ------------- | --- |
| Església parroquial de Sant Miquel Arcàngel | BRL    | S.XIX (final); S.XX (1903) | Carrícola C. Sant Antoni, 7 | 38° 50′ 26″ N, 0° 28′ 18″ O / 38.84056°N,0.47167°O | 46.24.086-001 | Església parroquial de Sant Miquel Arcàngel (Carrícola) · Vegeu més fotos d'aquest monument · Carregueu una nova foto d'aquest monument |

## Castelló de Rugat
| Monument                                   | Prot.? | Estil/època                | Localització                         | Coordenades                                        | Codi?         | Imatge |
| ------------------------------------------ | ------ | -------------------------- | ------------------------------------ | -------------------------------------------------- | ------------- | --- |
| Antiga Mesquita                            | BRL    |                            | Castelló de Rugat Pl. del Palau      | 38° 52′ 36″ N, 0° 23′ 00″ O / 38.87656°N,0.38347°O | 46.24.090-002 | Antiga Mesquita (Castelló de Rugat) · Vegeu més fotos d'aquest monument · Carregueu una nova foto d'aquest monument                            |
| Ermita de Sant Antoni Abat i Santa Bàrbara | BRL    |                            | Castelló de Rugat Tossal de l'Ermita | 38° 52′ 30″ N, 0° 23′ 08″ O / 38.87489°N,0.38542°O | 46.24.090-001 | Ermita de Sant Antoni Abat i Santa Bàrbara (Castelló de Rugat) · Vegeu més fotos d'aquest monument · Carregueu una nova foto d'aquest monument |
| Església parroquial de l'Assumpció         | BRL    | S.XVIII (1766) consagració | Castelló de Rugat Pl. Constitució, 4 | 38° 52′ 33″ N, 0° 22′ 58″ O / 38.87583°N,0.38278°O | 46.24.090-003 | Església parroquial de l'Assumpció (Castelló de Rugat) · Vegeu més fotos d'aquest monument · Carregueu una nova foto d'aquest monument         |

## Fontanars dels Alforins
| Monument                                        | Prot.? | Estil/època                                          | Localització                             | Coordenades                                         | Codi?         | Imatge |
| ----------------------------------------------- | ------ | ---------------------------------------------------- | ---------------------------------------- | --------------------------------------------------- | ------------- | --- |
| Església parroquial de la Mare de Déu del Roser | BRL    | S.XIX (1867) capella Comunió; S.XX (1915-1916) torre | Fontanars dels Alforins Pl. del Roser, 3 | 38° 47′ 05″ N, 0° 47′ 07″ O / 38.784592°N,0.78515°O | 46.24.124-003 | Església parroquial de la Mare de Déu del Roser (Fontanars dels Alforins) · Vegeu més fotos d'aquest monument · Carregueu una nova foto d'aquest monument |

## Guadasséquies
| Monument                                       | Prot.? | Estil/època | Localització                  | Coordenades                                          | Codi?         | Imatge |
| ---------------------------------------------- | ------ | ----------- | ----------------------------- | ---------------------------------------------------- | ------------- | --- |
| Centre Cultural antiga església de l'Esperança | BRL    | S.XVIII     | Guadasséquies C. Esperança, 5 | 38° 55′ 31″ N, 0° 29′ 04″ O / 38.925216°N,0.484368°O | 46.24.138-001 | Centre Cultural antiga església de l'Esperança (Guadasséquies) · Vegeu més fotos d'aquest monument · Carregueu una nova foto d'aquest monument |
| Ermita del Crist de l'Empar                    | BRL    |             | Guadasséquies                 | 38° 55′ 23″ N, 0° 29′ 14″ O / 38.923178°N,0.487272°O | 46.24.138-003 | Ermita del Crist de l'Empar (Guadasséquies) · Vegeu més fotos d'aquest monument · Carregueu una nova foto d'aquest monument                    |

## Llutxent
| Monument                                | Prot.? | Estil/època                       | Localització                              | Coordenades                                          | Codi?         | Imatge |
| --------------------------------------- | ------ | --------------------------------- | ----------------------------------------- | ---------------------------------------------------- | ------------- | --- |
| Castell Palau Senyorial                 | BIC    | Gòtic                             | Llutxent C. Castell, 19 i 20              | 38° 56′ 35″ N, 0° 21′ 25″ O / 38.942923°N,0.356928°O | RI-51-0010816 | Castell Palau Senyorial (Llutxent) · Vegeu més fotos d'aquest monument · Carregueu una nova foto d'aquest monument            |
| Ermita de la Consolació                 | BIC    |                                   | Llutxent Camí del Convent                 | 38° 57′ 01″ N, 0° 21′ 21″ O / 38.950239°N,0.355799°O | RI-51-0012172 | Ermita de la Consolació (Llutxent) · Vegeu més fotos d'aquest monument · Carregueu una nova foto d'aquest monument            |
| Monestir del Corpus Christi de Llutxent | BIC    | S.XIV; S.XV                       | Llutxent Montsant, al nord de la població | 38° 57′ 09″ N, 0° 21′ 19″ O / 38.952602°N,0.355249°O | RI-51-0004834 | Monestir del Corpus Christi de Llutxent · Vegeu més fotos d'aquest monument · Carregueu una nova foto d'aquest monument       |
| Castell de Xiu                          | BIC    | S.XVIII (1772)                    | Llutxent Turó junt al Mont Sant           | 38° 57′ 19″ N, 0° 20′ 58″ O / 38.955374°N,0.349554°O | 46.24.150-001 | Castell Xio (Llutxent) · Vegeu més fotos d'aquest monument · Carregueu una nova foto d'aquest monument                        |
| Creu de Roquisses, creu de terme        | BIC    |                                   | Llutxent C. de la Creu                    | 38° 56′ 33″ N, 0° 21′ 40″ O / 38.94242°N,0.36114°O   | 46.24.150-006 | Creu de Roquisses (Llutxent) · Vegeu més fotos d'aquest monument · Carregueu una nova foto d'aquest monument                  |
| Creu de la Pujada de la Costa           | BIC    |                                   | Llutxent C. la Costa                      | 38° 57′ 01″ N, 0° 21′ 20″ O / 38.95031°N,0.35544°O   | 46.24.150-007 | Creu de la Pujada de la Costa (Llutxent) · Vegeu més fotos d'aquest monument · Carregueu una nova foto d'aquest monument      |
| Església parroquial de l'Assumpció      | BRL    | Neoclassicisme S.XIX (1870); S.XX | Llutxent Pl. Major, 16                    | 38° 56′ 32″ N, 0° 21′ 27″ O / 38.942152°N,0.357432°O | 46.24.150-004 | Església parroquial de l'Assumpció (Llutxent) · Vegeu més fotos d'aquest monument · Carregueu una nova foto d'aquest monument |

## Montaverner
| Monument                                            | Prot.? | Estil/època    | Localització                           | Coordenades                                        | Codi?         | Imatge |
| --------------------------------------------------- | ------ | -------------- | -------------------------------------- | -------------------------------------------------- | ------------- | --- |
| Ermita de la Verge de Loreto, o Ermita de la Colata | BRL    |                | Montaverner Camí de la Colata          | 38° 53′ 50″ N, 0° 29′ 09″ O / 38.89711°N,0.48572°O | 46.24.173-002 | Carregueu una nova foto d'aquest monument                                                                                              |
| Ermita del Calvari                                  | BRL    |                | Montaverner Partida Tossal del Calvari | 38° 53′ 36″ N, 0° 29′ 27″ O / 38.89344°N,0.49072°O | 46.24.173-001 | Ermita del Calvari (Montaverner) · Modifica el valor a Wikidata · Carregueu una nova foto d'aquest monument                            |
| Església parroquial de Sant Joan i Sant Jaume       | BRL    | S.XVIII (1735) | Montaverner Pl. de l'Església, 1       | 38° 53′ 21″ N, 0° 29′ 48″ O / 38.88928°N,0.49653°O | 46.24.173-003 | Església parroquial de Sant Joan i Sant Jaume (Montaverner) · Modifica el valor a Wikidata · Carregueu una nova foto d'aquest monument |

## Montitxelvo
| Monument                          | Prot.? | Estil/època    | Localització                   | Coordenades                                        | Codi?         | Imatge |
| --------------------------------- | ------ | -------------- | ------------------------------ | -------------------------------------------------- | ------------- | --- |
| Ermita del Salvador               | BRL    |                | Montitxelvo Partida del Tossal | 38° 53′ 26″ N, 0° 20′ 37″ O / 38.89052°N,0.34350°O | 46.24.175-002 | Ermita del Salvador (Montitxelvo) · Vegeu més fotos d'aquest monument · Carregueu una nova foto d'aquest monument               |
| Església parroquial de Santa Anna | BRL    | S.XVIII (1747) | Montitxelvo C. de Baix, 12     | 38° 53′ 29″ N, 0° 20′ 23″ O / 38.89126°N,0.33982°O | 46.24.175-001 | Església parroquial de Santa Anna (Montitxelvo) · Vegeu més fotos d'aquest monument · Carregueu una nova foto d'aquest monument |

## L'Olleria
| Monument                                                                  | Prot.? | Estil/època                                 | Localització                        | Coordenades                                          | Codi?         | Imatge |
| ------------------------------------------------------------------------- | ------ | ------------------------------------------- | ----------------------------------- | ---------------------------------------------------- | ------------- | --- |
| Església parroquial de Santa Maria Magdalena                              | BIC    | Renaixement - Barroc S.XIV, S.XVII, S.XVIII | L'Olleria C. Església, 17           | 38° 54′ 43″ N, 0° 32′ 50″ O / 38.91203°N,0.547125°O  | RI-51-0012169 | Església parroquial de Santa Maria Magdalena (l'Olleria) · Vegeu més fotos d'aquest monument · Carregueu una nova foto d'aquest monument |
| Escut de Marau                                                            | BIC    |                                             | L'Olleria C. Ravalet, 11            | 38° 54′ 41″ N, 0° 32′ 47″ O / 38.911273°N,0.546321°O | 46.24.183-011 | Escut de Marau (l'Olleria) · Vegeu més fotos d'aquest monument · Carregueu una nova foto d'aquest monument                               |
| Casa Consistorial                                                         | BRL    |                                             | L'Olleria                           | 38° 54′ 47″ N, 0° 32′ 52″ O / 38.913°N,0.54783°O     | 46.24.183-002 | Casa Consistorial (l'Olleria) · Modifica el valor a Wikidata · Carregueu una nova foto d'aquest monument                                 |
| Convent de la Divina Pastora i Sants Abdó i Senén, o dels Caputxins       | BRL    | S.XVII (1601) fundació                      | L'Olleria C. Caputxins              | 38° 55′ 23″ N, 0° 33′ 21″ O / 38.92303°N,0.55584°O   | 46.24.183-003 | Carregueu una nova foto d'aquest monument                                                                                                |
| Ermita del Sant Crist de la Palma                                         | BRL    |                                             | L'Olleria Pl. del Crist de la Palma | 38° 54′ 43″ N, 0° 32′ 42″ O / 38.91181°N,0.54508°O   | 46.24.183-007 | Carregueu una nova foto d'aquest monument                                                                                                |
| Església Verge de Loreto, antic Convent de Predicadors                    | BRL    | S.XVII; S.XVIII decoració                   | L'Olleria Pl. Verge de Loreto       | 38° 54′ 49″ N, 0° 32′ 59″ O / 38.91356°N,0.54961°O   | 46.24.183-005 | Carregueu una nova foto d'aquest monument                                                                                                |
| Monestir de Sant Josep i Santa Anna, o Convent de les Agustines Descalces | BRL    | S.XVII (1611) fundació                      | L'Olleria C. Font Nova, 15          | 38° 54′ 37″ N, 0° 32′ 49″ O / 38.910262°N,0.546906°O | 46.24.183-004 | Carregueu una nova foto d'aquest monument                                                                                                |

## Ontinyent
| Monument                                                                       | Prot.?        | Estil/època                           | Localització                                     | Coordenades                                            | Codi?         | Imatge |
| ------------------------------------------------------------------------------ | ------------- | ------------------------------------- | ------------------------------------------------ | ------------------------------------------------------ | ------------- | --- |
| Palau de la Duquessa d'Almodòvar                                               | BIC           | Arquitectura medieval                 | Ontinyent Pl. Sant Roc, 2                        | 38° 49′ 15″ N, 0° 36′ 39″ O / 38.82082°N,0.610971°O    | RI-51-0010677 | Palau de la Duquessa d'Almodóvar (Ontinyent) · Vegeu més fotos d'aquest monument · Carregueu una nova foto d'aquest monument                     |
| Barri de la Vila d'Ontinyent                                                   | BIC           |                                       | Ontinyent                                        | 38° 49′ 19″ N, 0° 36′ 38″ O / 38.82207°N,0.610605°O    | RI-53-0000172 | Barri de la Vila (Ontinyent) · Vegeu més fotos d'aquest monument · Carregueu una nova foto d'aquest monument                                     |
| Muralles d'Ontinyent                                                           | BIC           | S.XVI (1516-1566); S.XVII; S.XVIII    | Ontinyent                                        | 38° 49′ 22″ N, 0° 36′ 44″ O / 38.822677°N,0.612129°O   | 46.24.184-004 | Muralles (Ontinyent) · Vegeu més fotos d'aquest monument · Carregueu una nova foto d'aquest monument                                             |
| Església parroquial de l'Assumpció de Nostra Senyora o Santa Maria d'Ontinyent | BIC           | S.XII, S.XIII, S.XIV, S.XVII, S.XVIII | Ontinyent Pl. Església, 1                        | 38° 49′ 17″ N, 0° 36′ 39″ O / 38.821305°N,0.610869°O   | 46.24.184-037 | Església parroquial de l'Assumpció de Nostra Senyora (Ontinyent) · Vegeu més fotos d'aquest monument · Carregueu una nova foto d'aquest monument |
| Escut dels Rodríguez de la Encina, barons de Santa Bàrbara                     | BIC           |                                       | Ontinyent Masia Heredad de Santa Bárbara         | 38° 48′ 47″ N, 0° 36′ 19″ O / 38.813047°N,0.605343°O   | 46.24.184-047 | Carregueu una nova foto d'aquest monument |
| Ermita de Santa Anna i Calvari                                                 | BRL           | S.XV; S.XVI; S.XIX                    | Ontinyent Tossal al nord del municipi            | 38° 50′ 07″ N, 0° 36′ 38″ O / 38.8353875°N,0.6105129°O | 46.24.184-002 | Ermita de Santa Anna i Calvari (Ontinyent) · Vegeu més fotos d'aquest monument · Carregueu una nova foto d'aquest monument                       |
| Convent de la Puríssima Sang, o Convent del Carme                              | BRL           |                                       | Ontinyent C. Monjes, 4                           | 38° 49′ 14″ N, 0° 36′ 42″ O / 38.82042°N,0.61156°O     | 46.24.184-007 | Convent de la Puríssima Sang (Ontinyent) · Vegeu més fotos d'aquest monument · Carregueu una nova foto d'aquest monument                         |
| Ermita de Sant Esteve                                                          | BRL           |                                       | Ontinyent Ctra. Ontinyent-Vallada                | 38° 50′ 35″ N, 0° 40′ 07″ O / 38.843121°N,0.668545°O   | 46.24.184-011 | Ermita de Sant Esteve (Ontinyent) · Vegeu més fotos d'aquest monument · Carregueu una nova foto d'aquest monument                                |
| Ermita de Sant Vicent                                                          | BRL           |                                       | Ontinyent Ctra. de Villena a Alcúdia de Crespins | 38° 49′ 54″ N, 0° 35′ 49″ O / 38.83177°N,0.59692°O     | 46.24.184-012 | Carregueu una nova foto d'aquest monument |
| Ermita de Sant Josep del Pla                                                   | BRL           | S.XX (1919)                           | Ontinyent C. dels Telers, el Pla                 | 38° 49′ 52″ N, 0° 35′ 00″ O / 38.831114°N,0.583255°O   | 46.24.184-013 | Ermita de Sant Josep del Pla (Ontinyent) · Vegeu més fotos d'aquest monument · Carregueu una nova foto d'aquest monument                         |
| Església parroquial de Sant Carles Borromeo                                    | BRL           | S.XVIII; S.XIX (1892)                 | Ontinyent C. Maians, 55                          | 38° 49′ 24″ N, 0° 36′ 28″ O / 38.82347°N,0.60769°O     | 46.24.184-014 | Carregueu una nova foto d'aquest monument |
| Església de Sant Miquel Arcàngel                                               | BRL           | Barroc S.XIV ermita; S. XVIII (1747)  | Ontinyent C. Arquebisbe Segriá                   | 38° 49′ 16″ N, 0° 36′ 32″ O / 38.82119°N,0.60875°O     | 46.24.184-015 | Carregueu una nova foto d'aquest monument |
| Casa del Baró de Santa Bárbara                                                 | BRL           |                                       | Ontinyent C. Maians, 26                          | 38° 49′ 21″ N, 0° 36′ 30″ O / 38.822604°N,0.608438°O   | 46.24.184-016 | Carregueu una nova foto d'aquest monument |
| Col·legi convent de la Concepció, o església                                   | BRL           | S.XIX (1894)                          | Ontinyent Av. Sant Francesc, 5                   | 38° 49′ 44″ N, 0° 36′ 27″ O / 38.82889°N,0.6075°O      | 46.24.184-025 | Carregueu una nova foto d'aquest monument |
| Església parroquial de Sant Dídac i Sant Francesc                              | BRL           | S. XVII                               | Ontinyent C. Gomis, 52 - c. Exea                 | 38° 49′ 29″ N, 0° 36′ 17″ O / 38.82483°N,0.60465°O     | 46.24.184-027 | Carregueu una nova foto d'aquest monument |
| Casa del Marqués de Montemira                                                  | BRL           |                                       | Ontinyent C. Maians, 24                          | 38° 49′ 21″ N, 0° 36′ 31″ O / 38.822455°N,0.608527°O   | 46.24.184-030 | Carregueu una nova foto d'aquest monument |
| Ermita de Sant Antoni                                                          | BRL           |                                       | Ontinyent C. Sant Antoni, 22                     | 38° 49′ 10″ N, 0° 36′ 24″ O / 38.819438°N,0.606772°O   | 46.24.184-043 | Carregueu una nova foto d'aquest monument |
| Heretat de Santa Bàrbara, o Casa de Santa Bàrbara                              | BRL           |                                       | Ontinyent                                        | 38° 48′ 49″ N, 0° 36′ 25″ O / 38.81361°N,0.60694°O     | 46.24.184-045 | Heretat de Santa Bàrbara (Ontinyent) · Vegeu més fotos d'aquest monument · Carregueu una nova foto d'aquest monument                             |
| Pont Vell                                                                      | BRL           |                                       | Ontinyent Pl. de Baix - camí dels Carros         | 38° 49′ 24″ N, 0° 36′ 34″ O / 38.823447°N,0.609570°O   | 46.24.184-018 | Pont Vell (Ontinyent) · Vegeu més fotos d'aquest monument · Carregueu una nova foto d'aquest monument                                            |
| Porta de l'Àngel                                                               | BRL           |                                       | Ontinyent                                        | 38° 49′ 15″ N, 0° 36′ 40″ O / 38.82091°N,0.61110°O     | 46.24.184-040 | Porta de l'Àngel (Ontinyent) · Vegeu més fotos d'aquest monument · Carregueu una nova foto d'aquest monument                                     |
| Molí Descals                                                                   | BRL etnològic |                                       | Ontinyent                                        | 38° 49′ 36″ N, 0° 36′ 20″ O / 38.826762°N,0.605626°O   | 46.24.184-041 | Molí Descals (Ontinyent) · Vegeu més fotos d'aquest monument · Carregueu una nova foto d'aquest monument                                         |
| Teatro Echegaray                                                               | BRL           |                                       | Ontinyent Pl. Sant Domingo, 17                   | 38° 49′ 18″ N, 0° 36′ 23″ O / 38.8218°N,0.60625°O      | 46.24.184-042 | Carregueu una nova foto d'aquest monument |

## Otos
| Monument                                                | Prot.? | Estil/època    | Localització           | Coordenades                                          | Codi?         | Imatge |
| ------------------------------------------------------- | ------ | -------------- | ---------------------- | ---------------------------------------------------- | ------------- | --- |
| Ermita de la Verge dels Dolors                          | BRL    |                | Otos                   | 38° 51′ 08″ N, 0° 26′ 23″ O / 38.85232°N,0.43973°O   | 46.24.185-003 | Ermita de la Verge dels Dolors (Otos) · Modifica el valor a Wikidata · Carregueu una nova foto d'aquest monument                      |
| Església parroquial de la Immaculada Concepció          | BRL    | S.XVIII (1724) | Otos C. de l'Església  | 38° 51′ 13″ N, 0° 26′ 40″ O / 38.853597°N,0.444335°O | 46.24.185-002 | Església parroquial de la Immaculada Concepció (Otos) · Vegeu més fotos d'aquest monument · Carregueu una nova foto d'aquest monument |
| Palau del Marqués de Sant Josep, o Casa del Baró d'Otos | BRL    | S.XVIII (1725) | Otos C. Sant Crist, 14 | 38° 51′ 14″ N, 0° 26′ 37″ O / 38.853897°N,0.443717°O | 46.24.185-001 | Palau del Marqués de Sant Josep (Otos) · Vegeu més fotos d'aquest monument · Carregueu una nova foto d'aquest monument                |

## El Palomar
| Monument                         | Prot.? | Estil/època                      | Localització                   | Coordenades                                          | Codi?         | Imatge |
| -------------------------------- | ------ | -------------------------------- | ------------------------------ | ---------------------------------------------------- | ------------- | --- |
| Castellet de Carrícola           | BIC    | Arquitectura islàmica - almohade | El Palomar Serra de Benicadell | 38° 50′ 09″ N, 0° 28′ 23″ O / 38.835918°N,0.473046°O | RI-51-0010549 | Castellet de Carrícola (el Palomar) · Vegeu més fotos d'aquest monument · Carregueu una nova foto d'aquest monument           |
| Ermita del Roser                 | BRL    |                                  | El Palomar                     | 38° 51′ 21″ N, 0° 30′ 01″ O / 38.855756°N,0.500178°O | 46.24.189-003 | Ermita del Roser (el Palomar) · Vegeu més fotos d'aquest monument · Carregueu una nova foto d'aquest monument                 |
| Església parroquial de Sant Pere | BRL    | S.XVII; S.XVIII decorada         | El Palomar C. Major            | 38° 51′ 14″ N, 0° 30′ 09″ O / 38.853938°N,0.502615°O | 46.24.189-002 | Església parroquial de Sant Pere (el Palomar) · Vegeu més fotos d'aquest monument · Carregueu una nova foto d'aquest monument |

## Pinet
| Monument                         | Prot.? | Estil/època | Localització              | Coordenades                                        | Codi?         | Imatge |
| -------------------------------- | ------ | ----------- | ------------------------- | -------------------------------------------------- | ------------- | --- |
| Església parroquial de Sant Pere | BRL    | S.XVIII     | Pinet C. de l'Església, 1 | 38° 58′ 59″ N, 0° 20′ 18″ O / 38.98319°N,0.33833°O | 46.24.196-001 | Església parroquial de Sant Pere (Pinet) · Vegeu més fotos d'aquest monument · Carregueu una nova foto d'aquest monument |

## La Pobla del Duc
| Monument                                                | Prot.? | Estil/època | Localització                          | Coordenades                                          | Codi?         | Imatge |
| ------------------------------------------------------- | ------ | ----------- | ------------------------------------- | ---------------------------------------------------- | ------------- | --- |
| Església de Sant Cosme i Damià, antic convent de Mínims | BRL    |             | La Pobla del Duc C. Gandía            | 38° 54′ 19″ N, 0° 24′ 59″ O / 38.90539°N,0.41639°O   | 46.24.200-002 | Església de Sant Cosme i Damià (la Pobla del Duc) · Modifica el valor a Wikidata · Carregueu una nova foto d'aquest monument          |
| Església parroquial de l'Assumpció                      | BRL    |             | La Pobla del Duc Pl. Crist de l'Empar | 38° 54′ 23″ N, 0° 25′ 13″ O / 38.906292°N,0.420304°O | 46.24.200-004 | Església parroquial de l'Assumpció (la Pobla del Duc) · Vegeu més fotos d'aquest monument · Carregueu una nova foto d'aquest monument |

## Quatretonda
| Monument                             | Prot.? | Estil/època | Localització                 | Coordenades                                        | Codi?         | Imatge |
| ------------------------------------ | ------ | --- | ---------------------------- | -------------------------------------------------- | ------------- | --- |
| Ermita de Sant Josep                 | BRL    | | Quatretonda                  | 38° 56′ 44″ N, 0° 23′ 51″ O / 38.94567°N,0.3975°O  | 46.24.104-004 | Ermita de Sant Josep (Quatretonda) · Vegeu més fotos d'aquest monument · Carregueu una nova foto d'aquest monument                 |
| Ermita de Sant Martí                 | BRL    | | Quatretonda                  | 38° 56′ 46″ N, 0° 24′ 10″ O / 38.946°N,0.40281°O   | 46.24.104-002 | Ermita de Sant Martí (Quatretonda) · Vegeu més fotos d'aquest monument · Carregueu una nova foto d'aquest monument                 |
| Ermita del Sant Crist de la Fe       | BRL    | | Quatretonda                  | 38° 56′ 44″ N, 0° 23′ 51″ O / 38.945667°N,0.3975°O | 46.24.104-003 | Ermita del Sant Crist de la Fe (Quatretonda) · Modifica el valor a Wikidata · Carregueu una nova foto d'aquest monument            |
| Església parroquial dels Sants Joans | BRL    | S.XVI; S.XVII (1610) porta lateral, (1694) campanar; S.XVIII (1783) capella de la Divina Aurora; S.XIX capella Comunió | Quatretonda Pl. Sant Joan, 5 | 38° 56′ 46″ N, 0° 24′ 10″ O / 38.946°N,0.40281°O   | 46.24.104-001 | Església parroquial dels Sants Joans (Quatretonda) · Vegeu més fotos d'aquest monument · Carregueu una nova foto d'aquest monument |

## El Ràfol de Salem
| Monument                                          | Prot.? | Estil/època                                                             | Localització                            | Coordenades                                       | Codi?         | Imatge |
| ------------------------------------------------- | ------ | ----------------------------------------------------------------------- | --------------------------------------- | ------------------------------------------------- | ------------- | --- |
| Ermita de Sant Blai                               | BRL    |                                                                         | El Ràfol de Salem                       | 38° 51′ 45″ N, 0° 23′ 52″ O / 38.8625°N,0.39764°O | 46.24.210-002 | Ermita de Sant Blai (el Ràfol de Salem) · Vegeu més fotos d'aquest monument · Carregueu una nova foto d'aquest monument                               |
| Església parroquial de la Mare de Déu dels Àngels | BRL    | S.XIX finals; S.XX (1906) data inscrita en la portada, (1933) decoració | El Ràfol de Salem Pl. Canonge Miñana, 1 | 38° 51′ 58″ N, 0° 23′ 49″ O / 38.866°N,0.39704°O  | 46.24.210-001 | Església parroquial de la Mare de Déu dels Àngels (el Ràfol de Salem) · Vegeu més fotos d'aquest monument · Carregueu una nova foto d'aquest monument |

## Rugat
| Monument                                        | Prot.? | Estil/època                               | Localització           | Coordenades                                      | Codi?         | Imatge |
| ----------------------------------------------- | ------ | ----------------------------------------- | ---------------------- | ------------------------------------------------ | ------------- | --- |
| Església parroquial de la Mare de Déu de Gràcia | BRL    | S.XIX, (1815) data inscrita en la portada | Rugat C. de l'Església | 38° 52′ 45″ N, 0° 21′ 43″ O / 38.87903°N,0.362°O | 46.24.219-001 | Església parroquial de la Mare de Déu de Gràcia (Rugat) · Vegeu més fotos d'aquest monument · Carregueu una nova foto d'aquest monument |

## Salem
| Monument                                    | Prot.? | Estil/època | Localització      | Coordenades                                        | Codi?         | Imatge |
| ------------------------------------------- | ------ | ----------- | ----------------- | -------------------------------------------------- | ------------- | --- |
| Església parroquial de Sant Miquel Arcàngel | BRL    | S.XVI ?     | Salem Pl. Paz, 32 | 38° 51′ 13″ N, 0° 22′ 51″ O / 38.85361°N,0.38083°O | 46.24.221-001 | Església parroquial de Sant Miquel Arcàngel (Salem) · Vegeu més fotos d'aquest monument · Carregueu una nova foto d'aquest monument |

## Sempere
| Monument                         | Prot.? | Estil/època                                         | Localització         | Coordenades                                          | Codi?         | Imatge |
| -------------------------------- | ------ | --------------------------------------------------- | -------------------- | ---------------------------------------------------- | ------------- | --- |
| Església parroquial de Sant Pere | BRL    | S.XVIII (1794); S.XIX (1814) decoració de la cúpula | Sempere C. Sant Pere | 38° 55′ 11″ N, 0° 28′ 49″ O / 38.919854°N,0.480156°O | 46.24.226-001 | Església parroquial de Sant Pere (Sempere) · Vegeu més fotos d'aquest monument · Carregueu una nova foto d'aquest monument |

## Terrateig
| Monument                                  | Prot.? | Estil/època | Localització                  | Coordenades                                        | Codi?         | Imatge |
| ----------------------------------------- | ------ | ----------- | ----------------------------- | -------------------------------------------------- | ------------- | --- |
| Ermita de Sant Vicent                     | BRL    |             | Terrateig                     | 38° 53′ 59″ N, 0° 19′ 15″ O / 38.89961°N,0.32093°O | 46.24.240-002 | Ermita de Sant Vicent (Terrateig) · Vegeu més fotos d'aquest monument · Carregueu una nova foto d'aquest monument                     |
| Església parroquial de Sant Joan Baptista | BRL    | S.XIX       | Terrateig C. de l'Església, 1 | 38° 53′ 40″ N, 0° 19′ 14″ O / 38.8944°N,0.3206°O   | 46.24.240-001 | Església parroquial de Sant Joan Baptista (Terrateig) · Vegeu més fotos d'aquest monument · Carregueu una nova foto d'aquest monument |